# Francisco Manicongo
Francisco Manicongo, también conocido como Francisco de Congo (Reino del Congo — Salvador), fue un esclavo africano que vivió en Salvador de Bahía, en el Estado del Brasil, en la segunda mitad del siglo XVI. Según el antropólogo y activista Luiz Mott, fue, junto con Vitória do Benim, documentada en Lisboa en 1556, uno de los primeros casos documentados de africanos homosexuales, siendo acusado de ser y vestir como un imbanda, un homosexual pasivo en la tradición de algunas partes del Congo. Se convirtió en una figura destacada a partir de la década de 1990, especialmente entre la comunidad LGBT, después de que Luiz Mott hiciera público su caso.
La activista travesti negra Majorie Marchi reinventó el personaje histórico en la década del 2000, traduciéndola como travesti con el nombre social Xica Manicongo. En 2010, el Premio Xica Manicongo fue creado por la Asociación de Travestis y Transexuales de Río de Janeiro (ASTRA-Rio), que Marchi presidía. En 2021, se creó un quilombo urbano en Río de Janeiro, bautizado como "Xica Manicongo", en homenaje al personaje creado por Marchi.

## Biografía
El 21 de agosto de 1591, durante la primera visita del Santo Oficio a Bahía, Matías Moreira, un cristiano viejo de Lisboa, residente en el Colegio de la Compañía de Jesús, denunció a Francisco de Congo, esclavo de Antonio Pires, zapatero, que vivía debajo de la Misericordia de Salvador, que no sólo tenía fama de homosexual entre los negros de la ciudad, con quienes practicaba el " pecado nefando ", sino que también se vestía a la manera de los homosexuales pasivos de su tierra natal. El mismo día, Duarte, un negro de Guinea, hijo de gentiles de Angola, esclavo del mismo Colegio, denunciando al esclavo Joane, también acusado de sodomía, dijo que reprendiendo a Joane por perseguirlo para que cometiera dicha práctica con él, siendo también esclavo de los jesuitas, y diciéndole que " se trataba de quemarlos " por esto, Joane había respondido " que Francisco Manicongo, un negro perteneciente a Antonio Pires el zapatero, también cometió dicho pecado con otros negros, y que no lo quemaron por eso".
El informante dijo que hacía unos cuatro años, había sabido que Francisco de Congo tenía fama entre los negros de Salvador de ser somítigo, y que después de saber de esa fama, lo había visto usando un cinturón de tela, como usan los somítigos del Congo. Pero dijo que "él sabe que en Angola y Congo, donde está desde hace mucho tiempo y tiene mucha experiencia, es costumbre entre los gentiles negros llevar un paño atado con los extremos hacia delante, que deja una abertura en la parte delantera, a los negros somítigos que en el pecado nefando sirven de pacientes mujeres, a las que llaman en la lengua de Angola y Congo ' imbandaa ', que significa pacientes somítigos". Al ver a Francisco vestido con la ropa de las quimbandas, Moreira inmediatamente lo reprendió por no usar " el vestido de hombre que su amo le había dado, diciéndole que al no querer usar el vestido de hombre demostraba que era homosexual, ya que también usaba la dicha tela en la dicha manera ", negando Francisco ser homosexual. Moreira dijo que lo había vuelto a ver dos o tres veces en Salvador con la referida tela alrededor de la cintura, y que lo había vuelto a increpar, y que en el momento de la denuncia ya estaba " vestido de hombre ".
Su historia recuperó relevancia en la década de 1990, gracias al trabajo del antropólogo Luiz Mott, que comenzó con la publicación de la "Primera Visita del Santo Oficio a las Partes del Brasil", publicada en São Paulo en 1925. Según Mott, Francisco habría sido "el homosexual más valiente conocido al principio de nuestra historia". Según Mott, en esta época los imbandas o quimbandas eran considerados seres sobrenaturales, y blanco de especial deferencia por parte de la población, con quejas sobre el poder que ostentaban y la libertad de hacer lo que quisieran, incluso lo que estaba prohibido al resto de la población, no existiendo " ley que los condene como no hay acción que no les esté permitida". Por eso, siempre queda impune, aunque abuse de su impudicia sin vergüenza, ¡tan grande es la estima que le inspira el diablo! ”

## Xica Manicongo
En la década de 2000, la activista travesti negra Majorie Marchi reinventó a Francisco Manicongo como travesti y lo rebautizó como "Xica Manicongo". En 2010, la Asociación de Travestis y Transexuales de Río de Janeiro (ASTRA-Rio), que Marchi presidía, creó el Premio Xica Manicongo, que tiene como objetivo reconocer iniciativas relacionadas con los derechos humanos y la promoción de la ciudadanía de travestis y personas trans.
En 2018, el diseñador de moda bahiano Isaac Silva lanzó una colección de moda en su honor.
En 2021, un quilombo urbano de Río de Janeiro fue bautizado como "Xica Manicongo", en homenaje a la figura creada por Marchi.
El personaje Xica Manicongo será el tema de Paraíso do Tuiuti para el carnaval de 2025, en homenaje a la que llaman "la primera travesti de la historia de Brasil".